# BDZ
Los Ferrocarriles Estatales de Bulgaria (en búlgaro: Български държавни железници, romanizado: Balgarski darzhavni zheleznitsi), abreviado БДЖ, BDZ o BDŽ, son la empresa estatal de transporte ferroviario de Bulgaria, la compañía ferroviaria más grande del país, fundada como entidad en 1885. La sede de la empresa se encuentra en la capital, Sofía.
Desde la década de 1990 BDZ ha significado una seria competencia para el transporte automotor, aunque durante el período de 1994 a 2010 hubo un descenso significativo de la cuota de mercado en los servicios de pasajeros y mercancías y la falta de una gestión competente empeora la situación. Hasta 2002 la compañía poseía la gestión de la infraestructura ferroviaria en Bulgaria cuando, de acuerdo a las regulaciones de la Unión Europea, se fundó una nueva empresa estatal, la Compañía Nacional de Infraestructura del Ferrocarril, y se convirtió en el propietario de la infraestructura.
En Bulgaria hay un total de 4072 kilómetros de vía que utilizan un ancho de vía de 1435 mm (un ancho estándar). Bulgaria es miembro de la Unión Internacional de Ferrocarriles (UIC) y su código UIC es 52.